# Atesta ciliata
Atesta ciliata là một loài bọ cánh cứng trong họ Cerambycidae.